# G7
Il Gruppo dei Sette, di solito abbreviato in G7, è un forum intergovernativo composto da Canada, Francia, Germania, Giappone, Italia, Regno Unito e Stati Uniti d'America, nazioni sviluppate il cui peso politico, economico, industriale e militare è ritenuto di centrale importanza su scala globale. Sono i 7 paesi avanzati con i maggiori PIL, come calcolato dal Fondo Monetario Internazionale.  L'Unione europea partecipa alle riunioni, con la presenza di una propria rappresentanza, in qualità di invitato permanente.

## Storia
Esso è nato nel 1975 (ma formalizzato nel 1986), quando il Canada aderì al pre-esistente Gruppo dei Sei: Francia, Germania, Italia, Giappone, Regno Unito e Stati Uniti d'America.

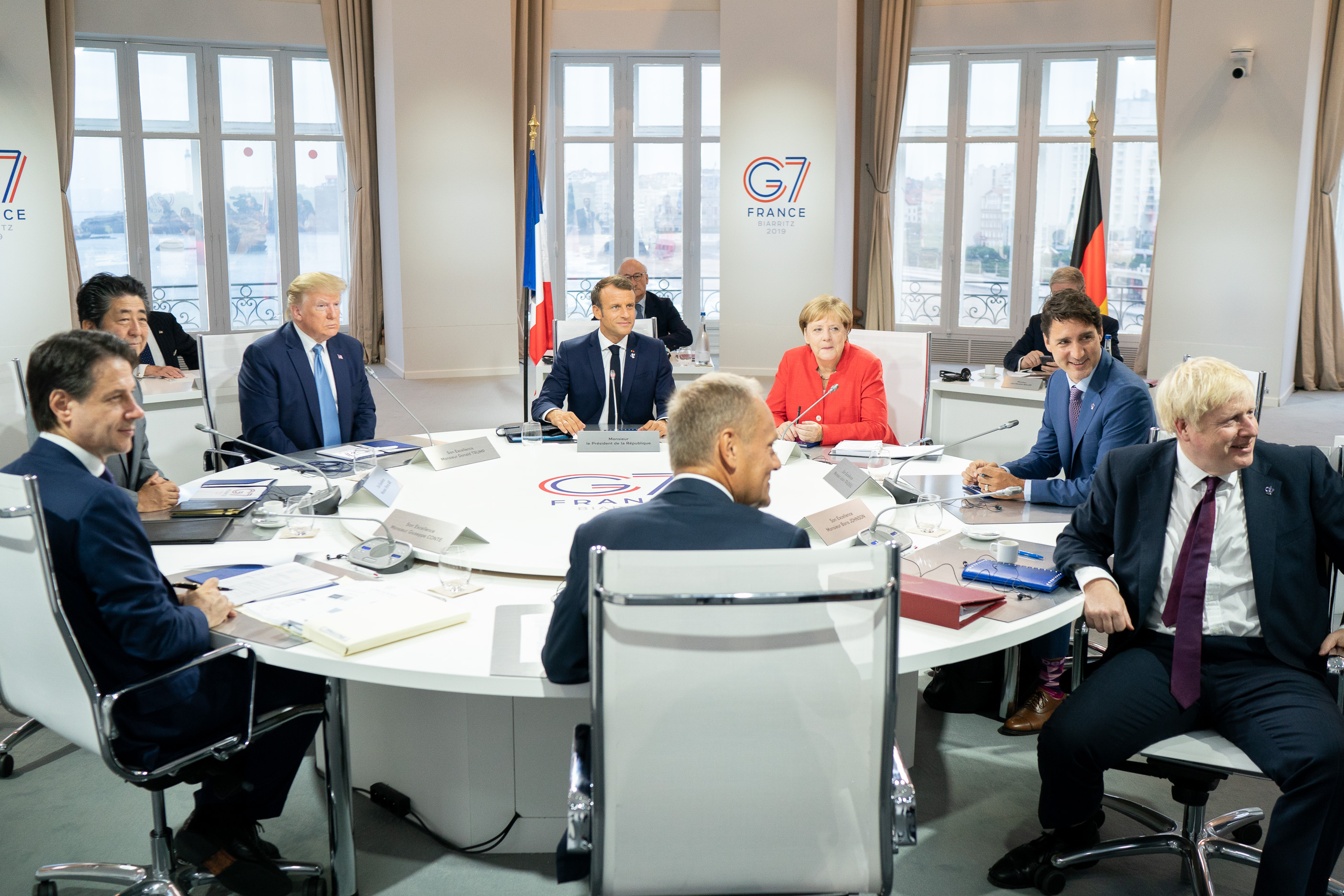
G7 Francia del 2019. A sinistra l'allora premier italiano Giuseppe Conte.

50º G7, svoltosi in Italia nel 2024

Dal 1998 al 2014 è stato affiancato dal G8, il vertice politico dei capi di Stato dei già menzionati allargato alla Russia. Il G7 rappresenta oltre il 62% della ricchezza netta mondiale detenuta secondo il Credit Suisse Global Wealth Report Databook. Considerando anche l'UE esso rappresenta ben oltre il 70% della ricchezza globale netta. Il G7 per questo è anche chiaramente definito da parte del Fondo Monetario Internazionale come gruppo delle 7 maggiori economie avanzate.
Il G7, che non ha mai visto rappresentanti della Russia a causa del suo peso finanziario trascurabile, ha continuato a riunirsi tramite i vertici che i ministri delle finanze dei sette paesi hanno tenuto più volte nel corso degli anni per discutere di politica economica.

## Funzione
L'organizzazione è stata fondata per facilitare le iniziative macroeconomiche condivise dai suoi membri in risposta al crollo del regime di tasso di cambio fisso del 1971, durante il tempo del "Nixon Shock", della crisi energetica e la conseguente recessione.
Il suo obiettivo era la messa a punto delle politiche economiche a breve termine tra i paesi partecipanti a monitorare gli sviluppi nell'economia mondiale.

## Membri attuali
| Stato membro                      | Immagine | Nome                 | Incarico                              | In carica da |
| --------------------------------- | -------- | -------------------- | ------------------------------------- | ------------ |
| Canada Presidenza di turno (2025) |          | Mark Carney          | Primo ministro                        | 2025         |
| Francia                           |          | Emmanuel Macron      | Presidente della Repubblica           | 2017         |
| Germania                          |          | Friedrich Merz       | Cancelliere federale                  | 2025         |
| Giappone                          |          | Shigeru Ishiba       | Primo ministro                        | 2024         |
| Italia                            |          | Giorgia Meloni       | Presidente del Consiglio dei Ministri | 2022         |
| Regno Unito                       |          | Keir Starmer         | Primo ministro                        | 2024         |
| Stati Uniti                       |          | Donald Trump         | Presidente                            | 2025         |
| Unione europea                    |          | António Costa        | Presidente del Consiglio europeo      | 2024         |
| Unione europea                    |          | Ursula von der Leyen | Presidente della Commissione europea  | 2019         |

## Vertici
| Data                  | Città             | Paese          |
| --------------------- | ----------------- | -------------- |
| 15 - 17 novembre 1975 | Rambouillet       | Francia        |
| 27 - 28 giugno 1976   | San Juan          | Stati Uniti    |
| 7 - 8 maggio 1977     | Londra            | Regno Unito    |
| 16 - 17 luglio 1978   | Bonn              | Germania Ovest |
| 28 - 29 giugno 1979   | Tokyo             | Giappone       |
| 22 - 23 giugno 1980   | Venezia           | Italia         |
| 20 - 21 luglio 1981   | Ottawa            | Canada         |
| 4 - 6 giugno 1982     | Versailles        | Francia        |
| 28 - 30 maggio 1983   | Williamsburg      | Stati Uniti    |
| 7 - 9 giugno 1984     | Londra            | Regno Unito    |
| 2 - 4 maggio 1985     | Bonn              | Germania Ovest |
| 4 - 6 maggio 1986     | Tokyo             | Giappone       |
| 8 - 10 giugno 1987    | Venezia           | Italia         |
| 19 - 21 giugno 1988   | Toronto           | Canada         |
| 14 -16 giugno 1989    | Parigi            | Francia        |
| 9 - 11 luglio 1990    | Houston           | Stati Uniti    |
| 15 - 17 luglio 1991   | Londra            | Regno Unito    |
| 6 - 8 luglio 1992     | Monaco di Baviera | Germania       |
| 7 - 9 luglio 1993     | Tokyo             | Giappone       |
| 8 - 10 luglio 1994    | Napoli            | Italia         |
| 15 - 17 giugno 1995   | Halifax           | Canada         |
| 27 - 29 giugno 1996   | Lione             | Francia        |

Meeting affiancati al G8:
| Data                | Città     | Paese       |
| ------------------- | --------- | ----------- |
| 20 - 22 giugno 1997 | Denver    | Stati Uniti |
| 20 - 22 luglio 2001 | Genova    | Italia      |
| 6 - 8 febbraio 2010 | Iqaluit   | Canada      |
| 10 - 11 maggio 2013 | Aylesbury | Regno Unito |

Meeting speciale:
| Data          | Città | Paese       |
| ------------- | ----- | ----------- |
| 24 marzo 2014 | L'Aia | Paesi Bassi |

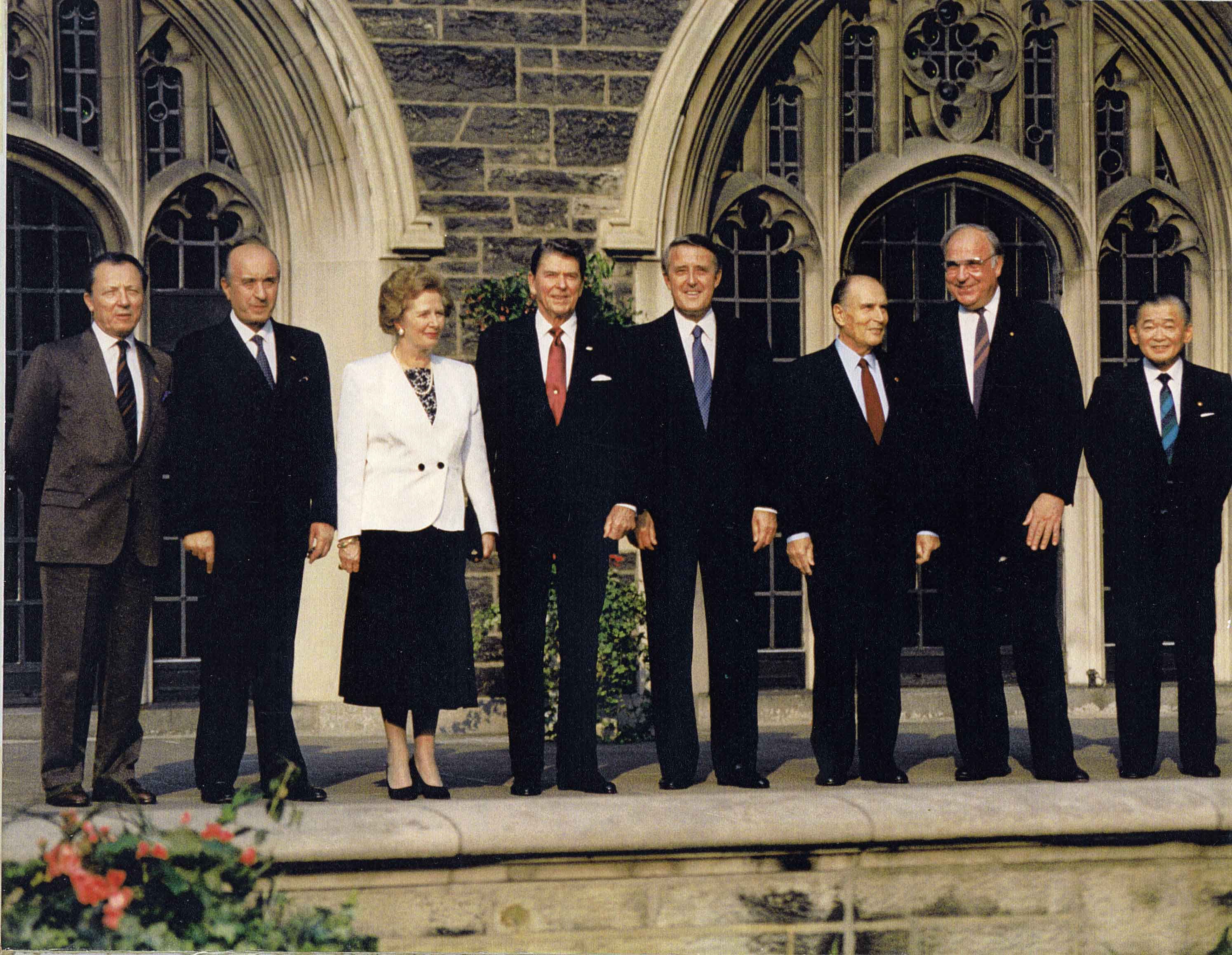
17° G7, tenutosi a Toronto nel 1988; da sinistra: Jacques Delors, Ciriaco De Mita, Margaret Thatcher, Ronald Reagan, Brian Mulroney, François Mitterrand, Helmut Kohl e Noboru Takeshita

Meeting dopo la sospensione della Russia dal G8:
| Data                | Città     | Paese    |
| ------------------- | --------- | -------- |
| 4 - 5 giugno 2014   | Bruxelles | Belgio   |
| 7 - 8 giugno 2015   | Krün      | Germania |
| 26 - 27 maggio 2016 | Shima     | Giappone |

Meeting del G7 dopo l'uscita formale della Russia dal G8:
| Data                | Città      | Paese       |
| ------------------- | ---------- | ----------- |
| 26 - 27 maggio 2017 | Taormina   | Italia      |
| 8 - 9 giugno 2018   | La Malbaie | Canada      |
| 24 - 26 agosto 2019 | Biarritz   | Francia     |
| 2020                | Camp David | Stati Uniti |
| 11 - 13 giugno 2021 | St Ives    | Regno Unito |
| 26 - 28 giugno 2022 | Krün       | Germania    |
| 19 - 21 maggio 2023 | Hiroshima  | Giappone    |
| 13 - 15 giugno 2024 | Fasano     | Italia      |
| 15 - 17 giugno 2025 | Kananaskis | Canada      |
| 2026                | TBD        | Francia     |

## Presidenti di turno del forum G7

### Vertici passati
| N°             | Logo                      | Presidente               | Nazione        | Data                  | Formato politico |
| -------------- | ------------------------- | ------------------------ | -------------- | --------------------- | ---------------- |
| 1º             |                           | Valéry Giscard d'Estaing | Francia        | 15 - 17 novembre 1975 | G6               |
| 2º             |                           | Gerald Ford              | Stati Uniti    | 27 - 28 giugno 1976   | G7               |
| 3º             |                           | James Callaghan          | Regno Unito    | 7 - 8 maggio 1977     | G7               |
| 4º             |                           | Helmut Schmidt           | Germania Ovest | 16 - 17 luglio 1978   | G7               |
| 5º             |                           | Masayoshi Ōhira          | Giappone       | 28 - 29 giugno 1979   | G7               |
| 6º             |                           | Francesco Cossiga        | Italia         | 22 - 23 giugno 1980   | G7               |
| 7º             |                           | Pierre Trudeau           | Canada         | 20 - 21 luglio 1981   | G7               |
| 8º             |                           | François Mitterrand      | Francia        | 4 - 6 giugno 1982     | G7               |
| 9º             |                           | Ronald Reagan            | Stati Uniti    | 28 - 30 maggio 1983   | G7               |
| 10º            |                           | Margaret Thatcher        | Regno Unito    | 7 - 9 giugno 1984     | G7               |
| 11º            |                           | Helmut Kohl              | Germania Ovest | 2 - 4 maggio 1985     | G7               |
| 12º            |                           | Yasuhiro Nakasone        | Giappone       | 4 - 6 maggio 1986     | G7               |
| 13º            |                           | Amintore Fanfani         | Italia         | 8 - 10 giugno 1987    | G7               |
| 14º            |                           | Brian Mulroney           | Canada         | 19 - 21 giugno 1988   | G7               |
| 15º            |                           | François Mitterrand      | Francia        | 14 - 16 giugno 1989   | G7               |
| 16º            |                           | George H. W. Bush        | Stati Uniti    | 9 - 11 luglio 1990    | G7               |
| 17º            |                           | John Major               | Regno Unito    | 15 - 17 luglio 1991   | G7               |
| 18º            |                           | Helmut Kohl              | Germania       | 6 - 8 luglio 1992     | G7               |
| 19º            |                           | Kiichi Miyazawa          | Giappone       | 7 - 9 luglio 1993     | G7               |
| 20º            |                           | Silvio Berlusconi        | Italia         | 8 - 10 luglio 1994    | G7               |
| 21º            |                           | Jean Chrétien            | Canada         | 15 - 17 giugno 1995   | G7               |
| 22º            |                           | Jacques Chirac           | Francia        | 27 - 29 giugno 1996   | G7               |
| 23º            |                           | Bill Clinton             | Stati Uniti    | 20 - 22 giugno 1997   | G8               |
| 24º            |                           | Tony Blair               | Regno Unito    | 15 - 17 maggio 1998   | G8               |
| 25º            |                           | Gerhard Schröder         | Germania       | 18 - 20 giugno 1999   | G8               |
| 26º            |                           | Yoshirō Mori             | Giappone       | 21 - 23 luglio 2000   | G8               |
| 27º            |                           | Silvio Berlusconi        | Italia         | 20 - 22 luglio 2001   | G8               |
| 28º            |                           | Jean Chrétien            | Canada         | 26 - 27 giugno 2002   | G8               |
| 29º            |                           | Jacques Chirac           | Francia        | 2 - 3 giugno 2003     | G8               |
| 30º            |                           | George W. Bush           | Stati Uniti    | 8 - 10 giugno 2004    | G8               |
| 31º            |                           | Tony Blair               | Regno Unito    | 6 - 8 luglio 2005     | G8               |
| 32º            |                           | Vladimir Putin           | Russia         | 15 - 17 luglio 2006   | G8               |
| 33º            |                           | Angela Merkel            | Germania       | 6 - 8 giugno 2007     | G8               |
| 34º            |                           | Yasuo Fukuda             | Giappone       | 7 - 9 luglio 2008     | G8               |
| 35º            |                           | Silvio Berlusconi        | Italia         | 8 - 10 luglio 2009    | G8               |
| 36º            |                           | Stephen Harper           | Canada         | 25 - 26 giugno 2010   | G8               |
| 37º            |                           | Nicolas Sarkozy          | Francia        | 26 - 27 maggio 2011   | G8               |
| 38º            |                           | Barack Obama             | Stati Uniti    | 18 - 19 maggio 2012   | G8               |
| 39º            |                           | David Cameron            | Regno Unito    | 17 - 18 giugno 2013   | G8               |
| 40°            |                           | Herman Van Rompuy        | Unione europea | 4 - 5 giugno 2014     | G7               |
| 40°            | José Manuel Durão Barroso |                          | Unione europea | 4 - 5 giugno 2014     | G7               |
| 41º            |                           | Angela Merkel            | Germania       | 7 - 8 giugno 2015     | G7               |
| 42º            |                           | Shinzō Abe               | Giappone       | 26 - 27 maggio 2016   | G7               |
| 43º            |                           | Paolo Gentiloni          | Italia         | 26 - 27 maggio 2017   | G7               |
| 44º            |                           | Justin Trudeau           | Canada         | 8 - 9 giugno 2018     | G7               |
| 45º            |                           | Emmanuel Macron          | Francia        | 24 - 26 agosto 2019   | G7               |
| 46º            |                           | Donald Trump             | Stati Uniti    | 2020                  | G7               |
| 47º            |                           | Boris Johnson            | Regno Unito    | 11 - 13 giugno 2021   | G7               |
| 48º            |                           | Olaf Scholz              | Germania       | 26 - 28 giugno 2022   | G7               |
| 49º            |                           | Fumio Kishida            | Giappone       | 19 - 21 maggio 2023   | G7               |
| 50º            |                           | Giorgia Meloni           | Italia         | 13 - 15 giugno 2024   | G7               |
| 51º            |                           | Mark Carney              | Canada         | 15 - 17 giugno 2025   | G7               |
| Vertici futuri |                           |                          |                |                       |                  |
| 52º            |                           | Emmanuel Macron          | Francia        | giugno 2026           | G7               |

## Dati nazionali
| Stati membri   | Commercio mil. USD (2014) | Pil nominale per stato mil. USD (2020) | PIL mil. USD (2020) | PIL nominale pro capite USD (2022) | PIL (PPA) pro capite USD (2022) | ISU (2020) | Popolazione (2014) | Membri permanenti del Consiglio sicurezza ONU | DAC  | OCSE | Classificazione economica (FMI) |
| -------------- | ------------------------- | -------------------------------------- | ------------------- | ---------------------------------- | ------------------------------- | ---------- | ------------------ | --------------------------------------------- | ---- | ---- | ------------------------------- |
| Canada         | 947.200                   | 1.885.387                              | 1.895.975           | 66.304                             | 66.967                          | 0,922      | 35.467.000         | No                                            | Si   | Si   | Avanzato                        |
| Francia        | 1.212.300                 | 2.833.687                              | 2.591.170           | 47.332                             | 47.538                          | 0,901      | 63.951.000         | Si                                            | Si   | Si   | Avanzato                        |
| Germania       | 2.866.600                 | 3.874.437                              | 3.748.094           | 56.774                             | 56.216                          | 0,944      | 80.940.000         | No                                            | Si   | Si   | Avanzato                        |
| Italia         | 948.600                   | 2.207.021                              | 2.135.359           | 40.000                             | 55.090                          | 0,906      | 58.921.674         | No                                            | Si   | Si   | Avanzato                        |
| Giappone       | 1.522.400                 | 4.602.367                              | 4.767.157           | 33.357                             | 37.519                          | 0,916      | 127.061.000        | No                                            | Si   | Si   | Avanzato                        |
| Regno Unito    | 1.189.400                 | 2.950.039                              | 2.569.218           | 45.729                             | 39.826                          | 0,907      | 64.511.000         | Si                                            | Si   | Si   | Avanzato                        |
| Stati Uniti    | 3.944.000                 | 22.348.075                             | 22.348.075          | 72.370                             | 72.370                          | 0,922      | 318.523.000        | Si                                            | Si   | Si   | Avanzato                        |
| Unione europea | 4.485.000                 | 18.527.116                             | 18.640.411          | 41.645                             | 41.869                          | 0,875      | 505.570.700        | N.D.                                          | N.D. | N.D. | N.D.                            |

### Gruppi non più esistenti
- G22
- G33 (paesi industrializzati)